# Lolium temulentum
Lolium temulentum, conocido comúnmente como cizaña, espantapájaros o, en desuso, lolio es una planta anual perteneciente a la familia de las Gramíneas y al género Lolium.

## Descripción

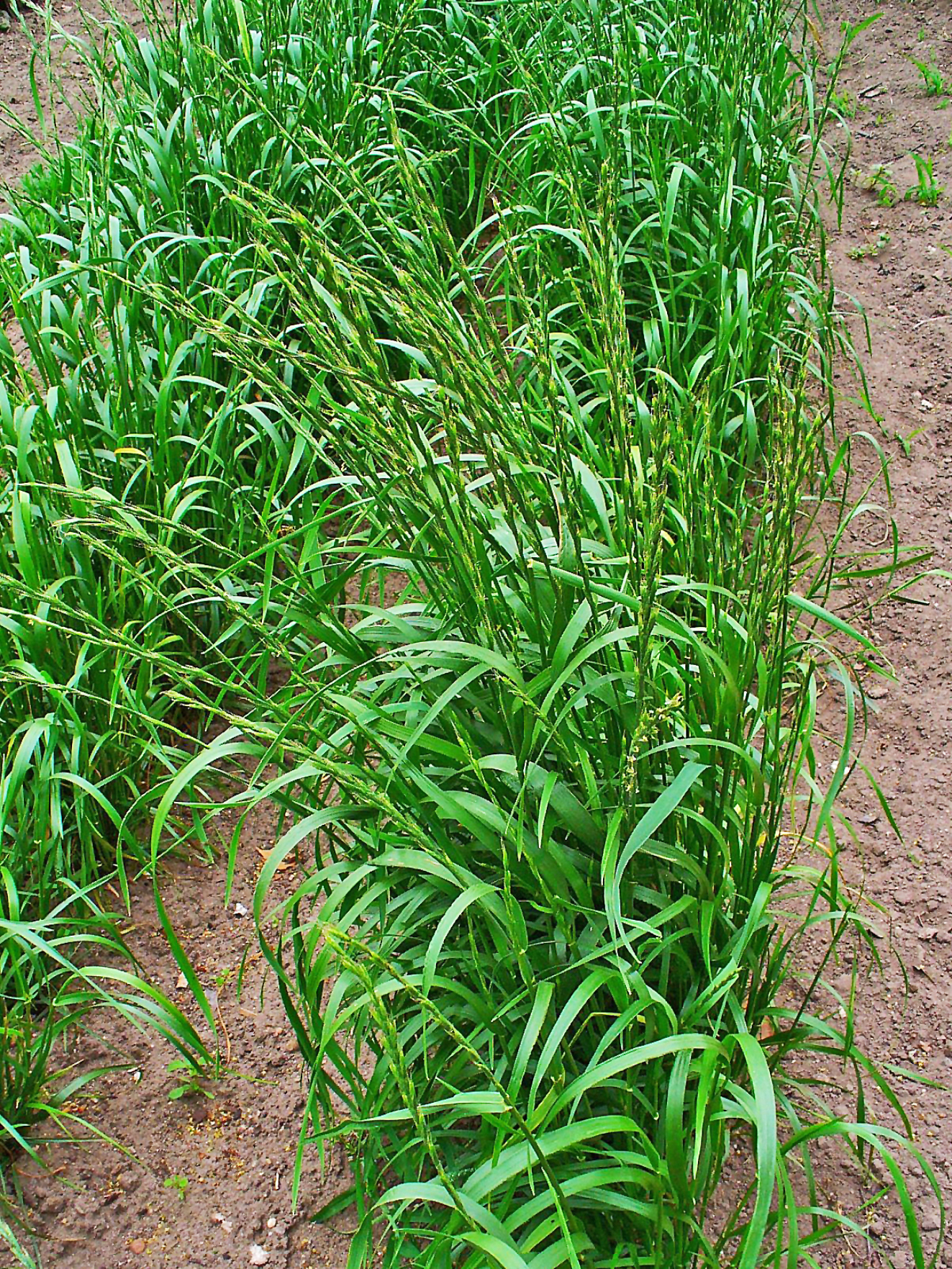
Habitus

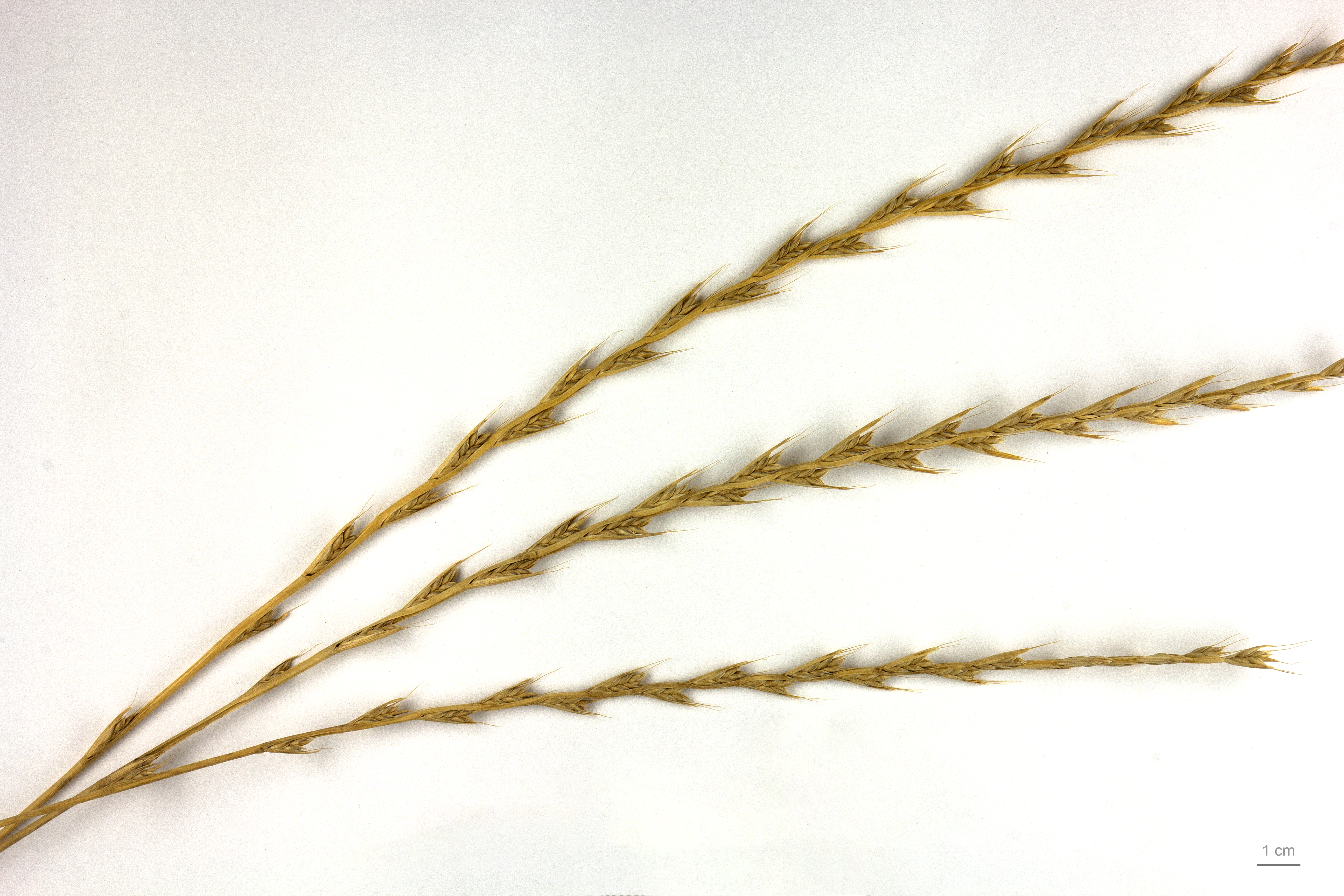
Lolium temulentum (MHNT)

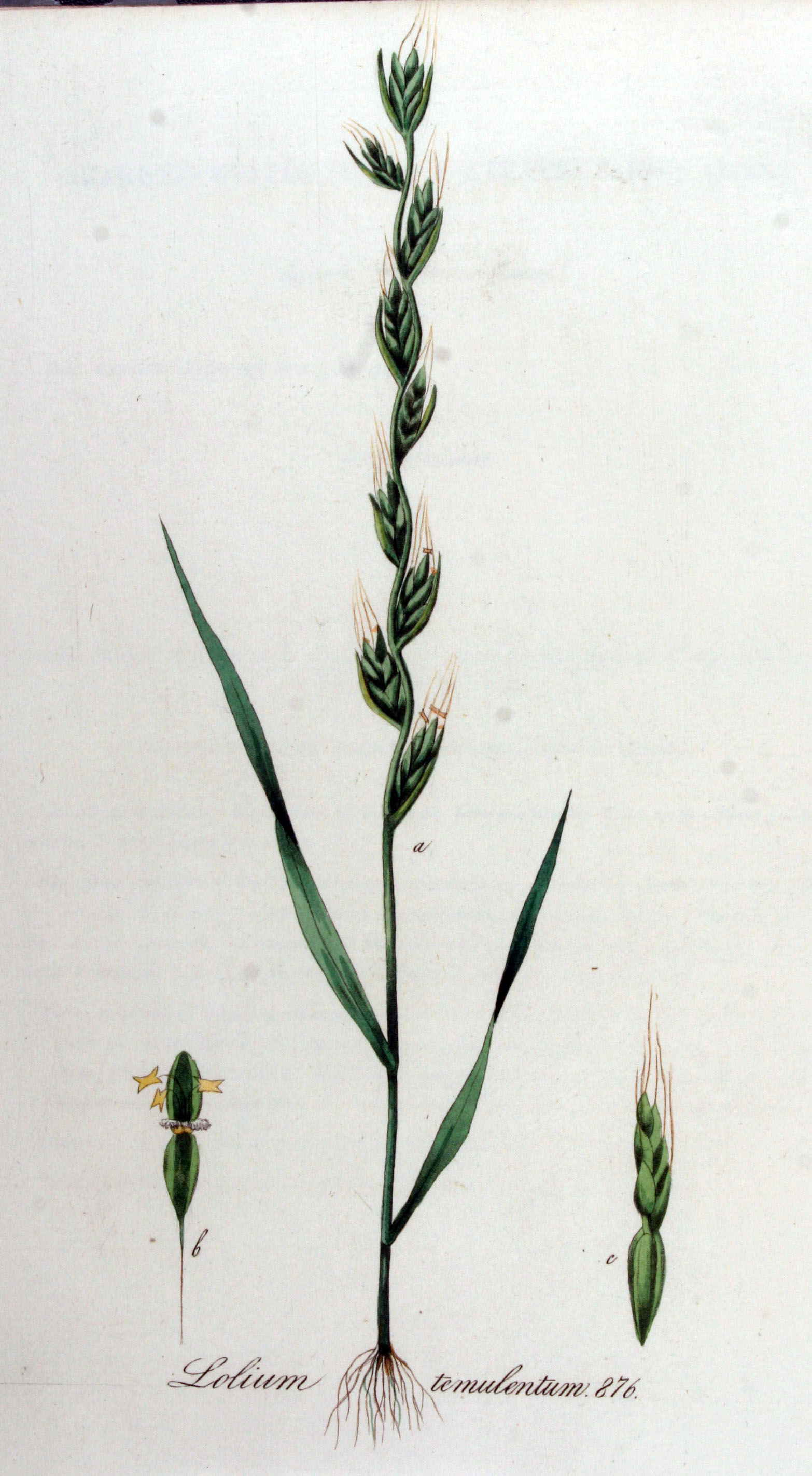
Ilustración

Es una gramínea de inflorescencia simple y larga. Las espiguillas, sentadas, están dispuestas de forma alterna, una a continuación de la otra a cada lado del tallo. Se diferencia este Lolium de otros por la forma (ovalada no lanceolada), tamaño y consistencia de las glumelas; también porque la gluma es casi tan larga como la espiguilla. También es característica de esta planta la presencia de una arista, bastante larga y visible a simple vista, en la glumela de las flores basales, aunque no sea un carácter fijo.
De tallo rígido, puede crecer hasta un metro de altura, con inflorescencias en la espiga y grano de color violáceo.
Regularmente crece en las mismas zonas productoras de trigo y se considera una maleza de ese cultivo. La similitud entre estas dos plantas es tan grande, que en algunas regiones la cizaña suele denominarse «falso trigo». Dicha planta suele ser parasitada por un hongo tóxico,  cornezuelo, el cual suele producir una toxina que se acumula en el grano. Por eso no es recomendable consumir dicho grano o harinas mixtas en las que se encuentre harina de cizaña, ya que suele ser tóxica. El cornezuelo que crece sobre la cizaña produciría LSD con  capacidad alucinatoria, y no tanta de gangrena por ergotismo como el hongo que crece en trigo y centeno. 
La cizaña también le da su nombre a otro grano comestible, la cizaña acuática, conocida como «falso arroz».

## Distribución y hábitat
Cosmopolita y subcosmopolita. Terófito. Se encuentra en sembrados y bordes de caminos. Mala hierba de cultivos.

## Taxonomía
Lolium temulentum fue descrita por Carlos Linneo y publicado en Species Plantarum 1: 83. 1753.
Etimología
Lolium : nombre genérico dado por Virgilio a una maleza problemática.
temulentum: epíteto latíno, que significa ebrio, borracho.  
Variedad aceptada
- Lolium temulentum f. scabrum (Koch) Soó

Sinonimia
- Bromus temulentus (L.) Bernh.
- Craepalia temulenta (L.) Schrank
- Lolium arvense With.
- Lolium giganteum Roem. & Schult.
- Lolium maximum Willd.
- Lolium speciosum Stev. ex M.Bieb.[2]
- Festuca temulenta (L.) J.P.Sm. & Columbus
- Lolium aegyptiacum Bellardi ex Rouville
- Lolium album Steud.
- Lolium annuum Lam.
- Lolium asperum Roth ex Kunth
- Lolium berteronianum Steud.
- Lolium cuneatum Nevski
- Lolium decipiens Dumort.
- Lolium gracile Dumort.
- Lolium gracile Hegetschw.
- Lolium gussonei Nyman
- Lolium infelix Rouville
- Lolium longiglume St.-Lag.
- Lolium lucidum Dumort.
- Lolium pseudolinicola Gennari
- Lolium remotum f. asperum Anghel & Beldie
- Lolium robustum Rchb.
- Lolium triticoides Janka[4]

## Nombre común
- Español: balanco, balango, baliyo, ballico, barrachuela, benaloca, borrachera, borrachuela, buélago, buéligo, buélligo, buelo, cizania, cizaña, cizaña común, codeta, cominillo, espantapájaros, grama triguera, hierba castellana, hierba forrajera, hierba triguera, joio, jolio, joyo, lliojo, llojo, llollo, lluejo, luejo, lunejo, negrillo, niebla, pintamonas, rabillo, ramillo, royada, siserón, sollo, tabaco, vallico, vallico falso, vellico, viraga, yoyo, yoyos, zizania, zizaña, zizaña común, zizaña de la cebada, zizaña del trigo.[5]